# Esposito (patronyme)
Pour les articles homonymes, voir Esposito.
Cette page présente le nom de famille Esposito ainsi que ses variantes.
Esposito est un patronyme d'origine italienne.

## Occurrence

### Italie
Esposito est aujourd'hui le nom de famille le plus diffusé dans la province de Naples (il est le premier patronyme porté dans les villes de Naples, Portici, Castellammare di Stabia, San Giorgio a Cremano et Somma Vesuviana).
Il est également le 4e patronyme le plus porté d'Italie après Rossi, Russo et Ferrari. 

### Autres
À travers l'émigration italienne et surtout napolitaine vers les États-Unis à partir des années 1860, le patronyme Esposito s'y diffuse aussi en y devenant assez fréquent.
En France, Esposito est le 2014e patronyme le plus porté, mais le 2e à Marseille.

## Étymologie
Le patronyme a pour origine la région de Naples où il signifie « enfant trouvé » (esposto signifie littéralement « enfant exposé »).

## Variantes
Parmi ses variantes on trouve plusieurs patronymes ayant tous pour origine le terme d'enfant trouvé :
- Espositi,
- Esposto,
- Esposti,
- Sposito,
- Spositi[3].

## Histoire
Il apparait pour la première fois le 1er janvier 1623 quand il est donné par l'orphelinat de la basilique de la Sainte Annonciation Majeure de Naples à Fabritio, enfant abandonné âgé de deux ans. Dès lors, ce patronyme continua d'être attribué par cet orphelinat jusqu'en 1875.
Il fut également attribué en Espagne par plusieurs orphelinats (comme celui de Cadix) dès le XVIIIe siècle.